# 全国統一オタク検定試験
全国統一オタク検定試験（ぜんこくとういつオタクけんていしけん、OTAK）は、“21世紀を担うオタクエリートの育成とオタク文化の発展”を目的として、2005年に株式会社ビブロスが主催した検定試験。通称オタク検定。

## 概要
株式会社ビブロスが「21世紀を担う【オタクエリート】の育成と【オタク】文化の発展を目的として、ここに企画・開催いたします。」というキャッチのもと、2005年7月に開催を発表、当時のオタクに対する社会的関心の高まりからYahoo!ニュースやニュースプラス1、R25、ロイターなど国内外の各種マスコミに取り上げられ話題となった。第1回は、受験者1613名に対し合格者は100名、合格率6.2%の高難度となった。
第2回はビブロスにより新たに創刊された雑誌『オタクエリートNo.01』に問題掲載されたものの、ビブロスの経営悪化（2006年には倒産）を受け後続巻の発刊が見送られたことで合格者発表が行われないこととなった。この結果、実質的にオタク検定は実施1回、合格者も100名のみという伝説的な検定となった。

## 歴史
- 2005年7月 株式会社ビブロスにより検定実施が発表される。
- 2005年8月5日 「マガジンエルフィックスVol.5」にて第1回検定実施。
- 2005年10月5日 「マガジンエルフィックスvol.6」および公式Web上にて第1回検定合格者100名が発表される。
- 2005年12月28日 「オタクエリートNo.1」にて第2回検定実施。
- 2006年4月 主催者の株式会社ビブロスが自己破産申請し、検定は実質的に消滅。「オタクエリートNo.2」も発行されず、第2回の合格者は総数さえ不明のまま終わる。

## 試験
オタキングこと岡田斗司夫がオタクの特性として高度かつクロスカルチャーな知識を兼ね備えていることを指摘しているが、当検定もこれと同じく広範囲かついずれも難度が高い問題から構成されている。特に、株式などは試験実施時点で回答が存在しないものであり、高度な知識に加え運も必要とされるなど趣向を凝らした内容だった。
なお、誌面上での実施であるため、受験者は雑誌に付属の回答ハガキに答えを記述し検定委員会へ送付する形式をとる。
以下では実質的に唯一の実施となった第一回検定試験について記述する。
検定試験内容は、「学校同人春風予備校」・「東京動画大学」両同人サークルの企画協力により作成された。出題範囲は以下の通り。

### 第1問: オタク、アニメ文化
世界初のOVAや、歴代著名泣きゲーの発売順、作品中に生徒会の登場しないアニメ、アニラジの名称とパーソナリティ声優の組み合わせ、コミックマーケットの各種ルール、および国語的読解能力を試す問題など計18題。

### 第2問: ゲーム
歴代「ドラゴンクエストシリーズ」の販売本数の多い順並べ替え、歴代「ファイナルファンタジーシリーズ」主要キャラクター名のシリーズ登場順並べ替え、歴代家庭用ゲーム機の開発コードネーム名など計8題。

### 第3問: 秋葉原
秋葉原周辺の白黒写真と地図上の該当地区組み合わせ、秋葉原の歴史、「秋葉原でPCを自作したい」「バルク品を買いたくない」「同人ゲームと同人誌のどちらを買うか迷った」「深夜0時販売は夏は暑いし冬は寒くて嫌だ」などの心理的葛藤状態を記号で模式する論理問題の計3題。

### 第4問: 数理
『ゴルゴ13』、『ワイルド7』、『らんま1/2』、『ななか6/17』、『十二国記』、『鉄人28号』、『NG騎士ラムネ&40』などの作品名中の数字が隠されており、それらを推定した上で加減乗除の計算を行うなど計2題。

### 第5問: 株式
当時経営統合の発表から間もないバンダイとナムコ、およびいわゆる萌え株（ガンホー・オンライン・エンターテイメント、角川ホールディングス、ブロッコリー、マッグガーデン）の、試験約1ヵ月後の8月26日における将来株価予測。計2題。

## 合格発表および合格者
合否判定が正答率および回答の到着順を元に行われることや、回答に際してコミケへの参加経験や秋葉原の地理歴史認識が前提となっている部分もあり、地方在住者が多少不利な形体だった。実際、合格者100名のうち首都圏合格者が半数以上を占めている。
合格発表は、試験掲載号であるマガジンエルフィックスVol.5から2ヶ月後に発売のマガジンエルフィックスVol.6上にて合格者名の記載をもって行われた。また、検定の公式サイト上にも同内容で掲載が行われていた。現在は倒産により閉鎖されている。
合格者名は、受験者が回答ハガキ中に記述した実名もしくは希望する者に限ってペンネームで掲載されていた。実際のところ合格発表された100名のうち約9割はペンネームで掲載されている。当時オタクとしての素性が露呈することで社会的不利を被る可能性があったことを示唆しているとする意見がある一方で、ネタとして仮名で受験してみたというケースが多いとする指摘もある。
また、合格者名には在住の市町村名も付記されており、全国各地の合格者分布が瞭然である。合格者在住の地域としては首都圏が多く、また、秋葉原から比較的近距離の住宅地域が多い。合格者100名中6名までもが、秋葉原駅までJR総武線で20分かからない千葉県市川市在住者だった。
なお、合格者にはビブロスから合格証書および合格証（テレホンカード）が直接送付された。